# Luchthaven Chanty-Mansiejsk
Luchthaven Chanty-Mansiejsk (Russisch: Международный аэропорт Ханты-Мансийск) is een luchthaven op 5 kilometer ten noordoosten van de stad Chanty-Mansiejsk in de Russische autonome republiek Chanto-Mansië. De luchthaven is geschikt voor middelgrote vliegtuigen.